# Peel tower

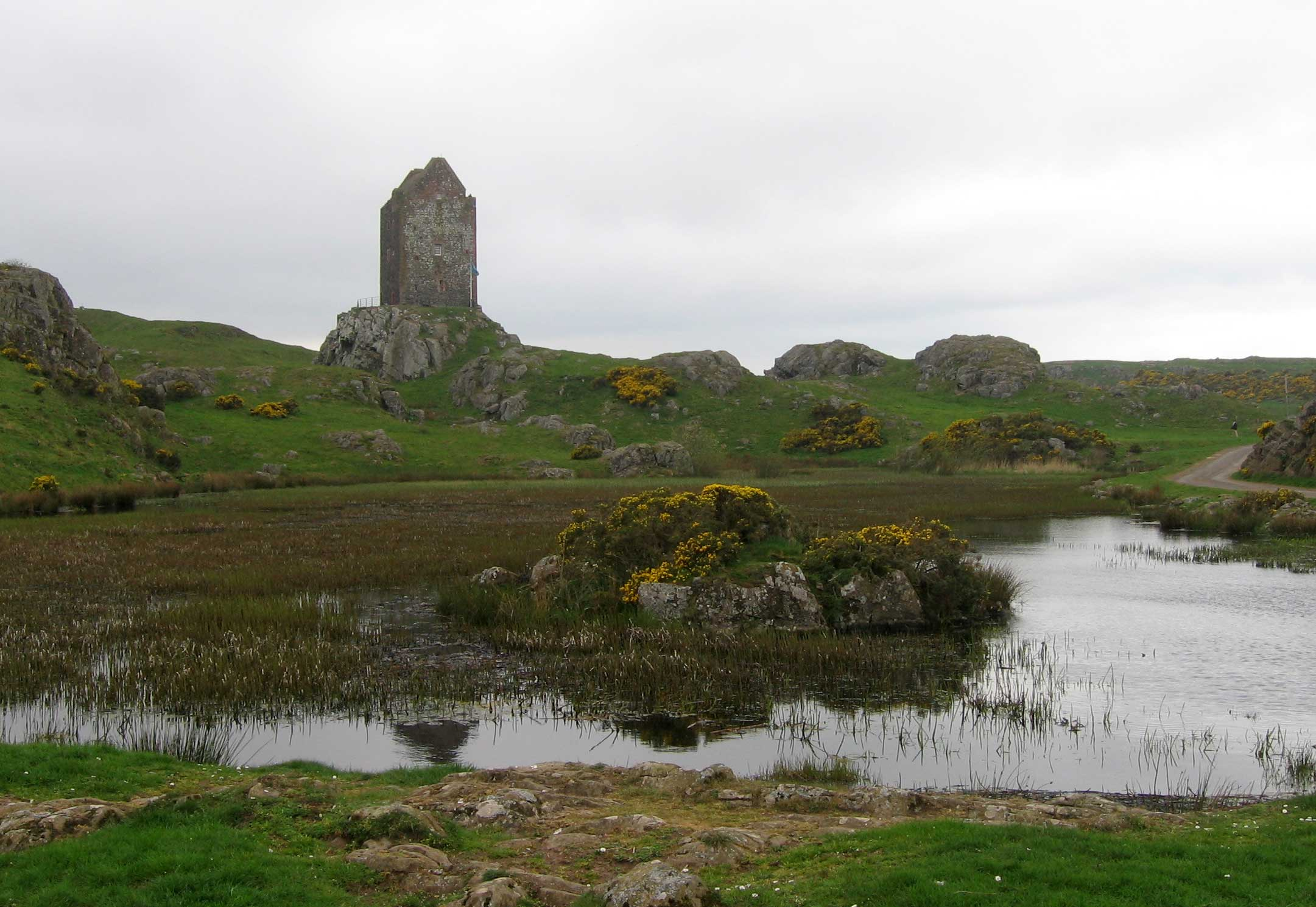
La torre di Smailholm

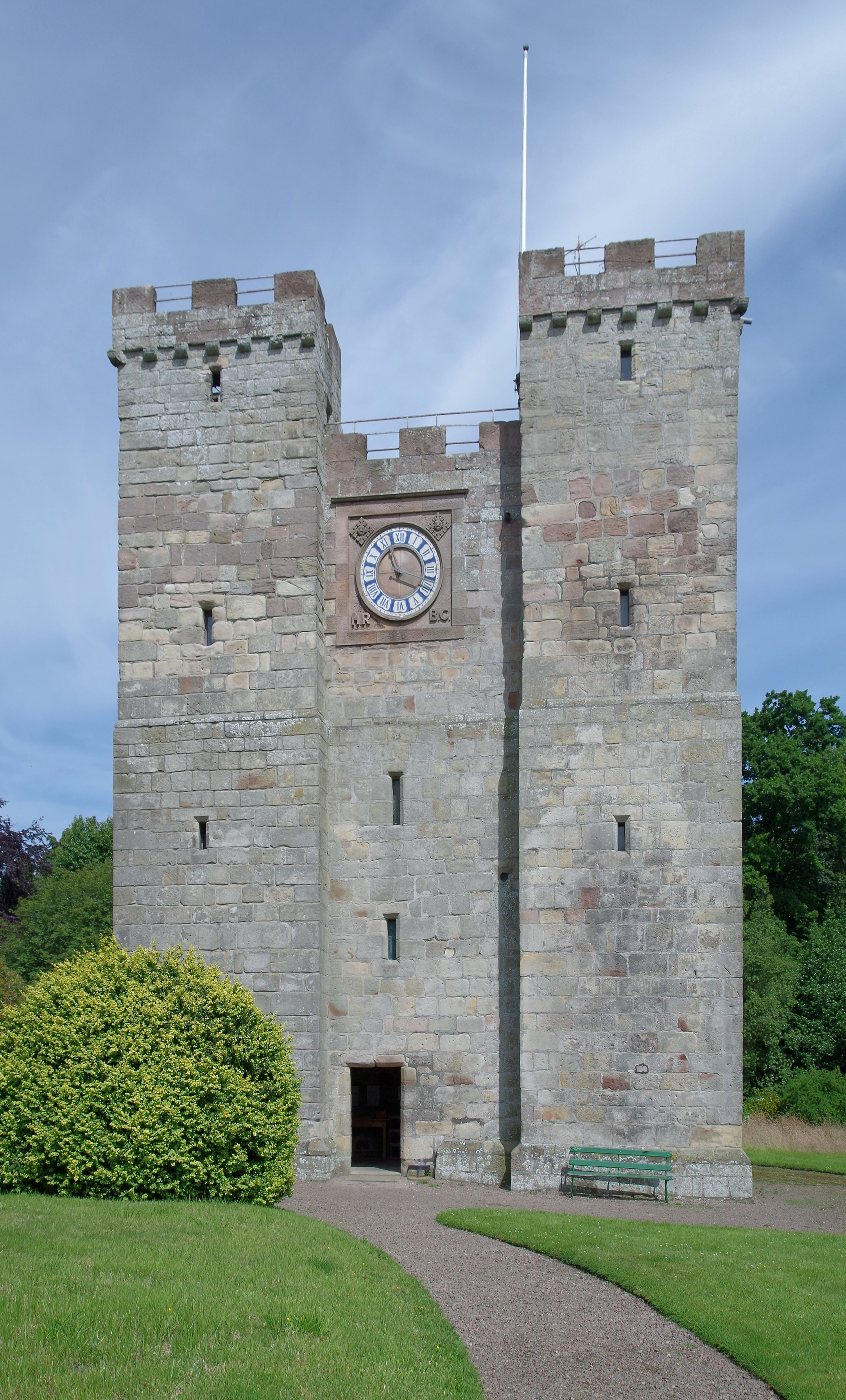
La torre Preston Pele, Northumberland

Una peel tower (o pele) è una piccola casatorre o un dongione fortificato, costruiti tra il confine di Inghilterra e Scozia, nella regione nord dell'Inghilterra (Northern England). Venivano utilizzati come torri d'osservazione o come segnalatore di pericolo per allertare le guarnigioni di un rischio imminente. Nel 1455 un atto del parlamento inglese ogni torre peel doveva avere sulla sua sommità un cesto metallico per poter utilizzare segnali di fumo o di fuoco a seconda se si trattasse di allarmi diurni o notturni.
Una linea di torri fu costruita nel 1430 lungo il letto del fiume Tweed, da Berwick-upon-Tweed fino alla sua sorgente, come risposta al pericolo di un'invasione della marca. Altre vennero costruite nello Cumberland, nel Westmorland, nel Northumberland, nello Yorkshire in risposta agli attacchi degli scozzesi e al Border Reivers.
Queste torri, oltre alla loro funzione primaria come sistema di allerta, erano anche usate come alloggio da persone appartenenti ai gentry. Inoltre la torre poteva servire anche da rifugio, quindi nel caso di invasioni la popolazione dei villaggi poteva rifugiarsi in queste torri, fino a che i saccheggiatori non se ne fossero andati.
Questo tipo di torri solitamente non si trovavano in spazi grandi che già avevano un castello, ma in piccoli villaggi. A volte venivano unite alle chiese; ad esempio la torre Embleton nel paese di Embleton. A Hawkshaw, casa della famiglia Porteous, si trovava una torre peel datata 1439; ora ad indicare la sua presenza vi è un ometto.
Oggigiorno alcune di queste torri non sono altro che dei ruderi, altre sono state trasformate nei tempi di pace; ad esempio, sempre la torre Embleton ospita una casa per il birdwatching.